# Marwin Angeles
Marwin Janver Malinay Angeles (Venezia, 9 gennaio 1991) è un calciatore filippino con cittadinanza italiana centrocampista del Kaya-Iloilo.

## Biografia
È nato a Venezia, in Italia, da genitori emigrati dalle Filippine.
Ha un fratello gemello.

## Statistiche

### Presenze e reti nei club
| Stagione            | Club                | Campionato          | Campionato | Campionato | Coppe nazionali | Coppe nazionali | Coppe nazionali | Coppe continentali | Coppe continentali | Coppe continentali | Supercoppe | Supercoppe | Supercoppe | Totale | Totale |
| Stagione            | Club                | Comp                | Pres       | Reti       | Comp            | Pres            | Reti            | Comp               | Pres               | Reti               | Comp       | Pres       | Reti       | Pres   | Reti   |
| ------------------- | ------------------- | ------------------- | ---------- | ---------- | --------------- | --------------- | --------------- | ------------------ | ------------------ | ------------------ | ---------- | ---------- | ---------- | ------ | ------ |
| 2013                | Global              | UFL                 | -          | -          | CF              | -               | -               | -                  | -                  | -                  | SC         | 5          | 0          | 5      | 0      |
| 2014                | Global              | UFL                 | 9          | 0          | CF              | 0               | 0               | -                  | -                  | -                  | -          | -          | -          | 9      | 0      |
| Totale Global       | Totale Global       | Totale Global       | 9          | 0          |                 | -               | -               |                    | -                  | -                  |            | 5          | 0          | 14     | 0      |
| 2015                | Ceres-Negros        | UFL                 | 8          | 1          | CF              | 0               | 0               | AFC Cup            | 0                  | 0                  | -          | -          | -          | 8      | 1      |
| 2016                | Ceres-Negros        | UFL                 | 11         | 1          | -               | -               | -               | AFC Cup            | 1                  | 0                  | SC         | 5          | 0          | 17     | 1      |
| Totale Ceres-Negros | Totale Ceres-Negros | Totale Ceres-Negros | 11         | 2          |                 | -               | -               |                    | 1                  | 0                  |            | 5          | 17         | 3      | 2      |
| 2017                | Kaya                | PFL                 | 0+3        | 0          | -               | -               | -               | -                  | -                  | -                  | -          | -          | -          | 3      | 0      |
| Totale Kaya         | Totale Kaya         | Totale Kaya         | 3          | 0          |                 | 0               | 0               |                    | 0                  | 0                  |            | -          | -          | 3      | 0      |
| Totale Carriera     | Totale Carriera     | Totale Carriera     | 31         | 2          |                 | 0               | 0               |                    | 1                  | 0                  |            | 10         | 0          | 42     | 2      |

### Cronologia presenze e reti in nazionale
| Cronologia completa delle presenze e delle reti in nazionale ― Filippine | Cronologia completa delle presenze e delle reti in nazionale ― Filippine | Cronologia completa delle presenze e delle reti in nazionale ― Filippine | Cronologia completa delle presenze e delle reti in nazionale ― Filippine | Cronologia completa delle presenze e delle reti in nazionale ― Filippine | Cronologia completa delle presenze e delle reti in nazionale ― Filippine | Cronologia completa delle presenze e delle reti in nazionale ― Filippine | Cronologia completa delle presenze e delle reti in nazionale ― Filippine |
| Data                                                                     | Città                                                                    | In casa                                                                  | Risultato                                                                | Ospiti                                                                   | Competizione                                                             | Reti                                                                     | Note                                                                     |
| ------------------------------------------------------------------------ | ------------------------------------------------------------------------ | ------------------------------------------------------------------------ | ------------------------------------------------------------------------ | ------------------------------------------------------------------------ | ------------------------------------------------------------------------ | ------------------------------------------------------------------------ | ------------------------------------------------------------------------ |
| 24-11-2012                                                               | Bangkok                                                                  | Thailandia                                                               | 2 – 1                                                                    | Filippine                                                                | AFF Suzuki Cup 2012 - 1º turno                                           | -                                                                        | 46’                                                                      |
| 8-12-2012                                                                | Manila                                                                   | Filippine                                                                | 0 – 0                                                                    | Singapore                                                                | AFF Suzuki Cup 2012 - Semifinale                                         | -                                                                        | 46’                                                                      |
| Totale                                                                   |                                                                          | Presenze                                                                 | 29                                                                       |                                                                          | Reti                                                                     | 1                                                                        |                                                                          |

## Palmarès

### Club

#### Competizioni nazionali
- Football League (Filippine): 2

Kaya–Iloilo: 2023, 2024